# Albena Simeonova
Albena Simeonova (sinh năm 1964) là nhà hoạt động bảo vệ môi trường người Bulgaria. Bà là một nhân vật then chốt trong phe chống đối nhà máy năng lượng hạt nhân ở thành phố Belene của Bulgaria.

## Sự nghiệp
Albena Simenove học tại Đại học Sofia chuyên ngành sinh học và hóa học. Bà nghiên cứu sau đại học về Sinh thái học và dạy cấp trung học trong nhiều năm. 
Từ năm 1991 bà là nhà sinh thái học cấp cao cho Hội đồng quản trị thành phố Botevgrad. 
Bà làm giám đốc điều hành của Quỹ Giáo dục và Huấn luyện Sinh thái ở Sofia từ năm 1994 tới 1996.

## Các hoạt động môi trường
Năm 1987 Albena Simenova là thành viên đầu tiên của tổ chức môi trường Ekoglasnost của Bulgaria. 
Năm 1991, bà sáng lập đảng Xanh Bulgaria.
Năm 1996 Simeonova là người đồng sáng lập "Liên đoàn Xanh Bulgaria" (Bulgarian Green Federation).

## Các đe dọa giết chết
Các hoạt động phản kháng của bà đã dẫn tới nhiều vụ đe dọa nghiêm trọng. Bắt đầu từ ngày 16.12.2004, Albena nhận được cú điện thoại đầu tiên trong số nhiều cú điện thoại nặc danh đe dọa giết chết nếu bà không ngưng việc cộng tác với tổ chức Greenpeace cũng như việc chống đối nhà máy năng lượng hạt nhân Belene.
Các vụ đe dọa giết chết nói trên đã khiến nhiều tổ chức quốc tế quan tâm và vận động việc bảo vệ cho bà, như các tổ chức Greenpeace, Bankwatch, Friends of the Earth (Bạn của Trái đất) châu Âu, WISE, ELAW cùng Quỹ Goldman. Kết quả là bà đã được sự bảo vệ của cảnh sát. Ngoài ra còn việc bảo vệ tư được tổ chức với sự hỗ trợ của Quỹ Goldman và Tổ chức Greenpeace.

## Giải thưởng và Vinh dự
Bà được thưởng Giải Môi trường Goldman năm 1996  cho các sáng kiến về các vấn đề môi trường ở Bulgaria.
Năm 1997 bà đoạt Giải Môi trường của Chương trình Môi trường Liên Hợp Quốc (United Nations Environmental Programme, viết tắt là UNEP) .